# Lista de artistas da Monstercat
Segue abaixo uma lista de artistas que gravam, ou já gravaram, com a Monstercat, uma gravadora independente sediada em Vancouver. A lista inclui artistas que trabalharam com a Silk Music antes de sua aquisição pela Monstercat em 2021. A lista está na ordem alfabética dos sobrenomes, quando possível.

## 0–9
- 7 Minutes Dead[2]

## A
- Ace Aura[3]
- Ad Brown[4]
- Adventure Club[5]
- Aether[6]
- Afinity[7]
- Afterclapp[8]
- Aiobahn[9]
- Airdraw[4]
- AK[10]
- Akylla[11]
- A.M.R[12]
- Anamanaguchi[13]
- Jayeson Andel[14]
- Andromedha[15]
- Anevo[16]
- Angara[17]
- Anjulie[18]
- Annix[19]
- Approaching Black[15]
- Archaellum[20]
- Armnhmr[21]
- Asking Alexandria[22]
- Atmozfears[23]
- Attlas[24]
- Au5[25]
- Jessica Audiffred[5]
- Audioventura[4]
- Aviella[26]

## B
- Bad Computer[27]
- Banaati[15]
- Beauz[28]
- Bensley[29]
- Bhaskar[30]
- Bishu[18]
- Blanke[31]
- Bleu Clair[32]
- Mister Blonde[33]
- Blood Groove & Kikis[14]
- The Bloody Beetroots[34]
- Ilan Bluestone[35]
- Blugazer[4]
- Boom Jinx[4]
- Bossfight[36]
- Laura Brehm[37]
- David Broaders[15]
- BT[38]
- Brandyn Burnette[39]

## C
- Julian Calor[40]
- Candyland[41]
- Carola[42]
- Case & Point[43]
- Chime[44]
- Chyl[45]
- Cloudcage[46]
- CloudNone[47]
- CoMa[48]
- Conro[49]
- Cosmaks[15]
- Crankdat[50]
- Crystal Skies[51]
- Leah Culver[52]
- Curbi[53]
- Cyazon[54]
- Cyclops[55]

## D
- Terry Da Libra[4]
- Dada Life[56]
- Daktyl[57]
- Dashanikon[4]
- Lani Daye[58]
- Sarah de Warren[59]
- Defunk[11]
- Delta Heavy[60]
- Fransis Derelle[61]
- Desert Star[62] (também sob o pseudônimo Jay Cosmic)[63]
- Didrick[64]
- DJ Diesel[65]
- Direct[66]
- Dirty Audio[67]
- Dirtyphonics[68]
- Disero[69]
- Dnmo[70]
- Dokho[71]
- DJ Dougal[72]
- Draper[73]
- Droeloe[74]
- Droptek[75]
- Madalen Duke[11]
- Dustycloud[76]
- Duumu[77]
- Dwilly[39]
- Dyro[78]

## E
- Rich Edwards[79]
- Eleven.Five[15]
- Elevven[80]
- Elipsa[19]
- Elizaveta[81]
- Ellis[82]
- Elypsis[83]
- Embliss[84]
- Gareth Emery[85]
- Eminence[86]
- Ephixa[87]
- Eptic[88]
- Ero808[11]
- Eskai[80]
- Essenger[54]
- Excision[89]

## F
- Fairlane[90]
- Tom Fall[15]
- Matt Fax[4]
- Feed Me[91]
- Feint[86]
- Finding Mero[92]
- Flite[93]
- Fløa[94]
- Flux Pavilion[13]
- Max Flyant[4]
- F.O.O.L[95]
- Foreign Beggars[96]
- Foxela[97]
- Dillon Francis[88]
- Fractal[98]
- Frost[11]
- Pierce Fulton[99]
- The Funk Hunters[11]
- Fwlr[100]

## G
- Gammer[101]
- Wolfgang Gartner[102]
- Gent & Jawns[103]
- Glacier[104]
- Glaue[15]
- Glnna[105]
- Godlands[106]
- Going Quantum[107]
- Good Times Ahead[108]
- Grabbitz[109]
- Grant[110] (anteriormente Grant Bowtie)[111]
- Vesk Green[112]
- Bear Grillz[113]
- Guilt Chip[55]

## H
- Alex H[114]
- Habstrakt[115]
- Charlotte Haining[37]
- Hairitage[65]
- Half an Orange[116]
- Haliene[85]
- Hammerhead[117]
- Harold-Alexis[4]
- Hausman[15]
- Haywyre[118]
- Spag Heddy[119]
- Hellberg[120]
- Helloworld[121]
- Jacob Henry[1]
- Hex Cougar[122]
- Hexlogic[4]
- Hoaprox[123]
- Hush[124]

## I
- Masayoshi Iimori[125]
- Ill-esha[11]
- Infected Mushroom[126]
- Intercom[127]
- Inverness[128]
- Ivory[117]

## J
- Jay FM[15]
- Jo.E[4]
- Just a Gent[129]

## K
- Kage[130]
- Kai Wachi[131]
- Karma Fields[132]
- Karra[133]
- Kaskade[134]
- Kayzo[135]
- Kdyn[136]
- Keepsake[137] (pseudônimo de Richard Caddock)
- Kill Paris[138]
- Kill the Noise[139]
- Sullivan King[68]
- Knife Party[140]
- Roy Knox[141]
- Kobana[14]
- Kohmi[142]
- Kotek[11]
- Koven[143]
- Krewella[144]
- Kumarion[145]
- Kuuro[146]

## L
- Laszlo[147]
- Leotrix[148]
- Juliette Lewis[149]
- Lil Hank[150]
- Lisa Lobsinger[11]
- Lookas[144]
- Loosid[151]
- LTN[152]
- Lumynesynth[153]
- Lvther[154] (anteriormente TwoThirds)[155]

## M
- Maazel[11]
- GG Magree[156]
- Maliboux[157]
- Mango[155]
- Arielle Maren[158]
- Marsh[4]
- Marshmello[159]
- Cat Martin[4]
- Micah Martin[160]
- Matroda[161]
- Dylan Matthew[119]
- Tylor Maurer[162]
- Mazare[163]
- Mick Mazoo[164]
- McCall[165]
- Meeting Molly[166]
- MeHiLove[15]
- Melano[167]
- Melchi[168]
- Memba[169]
- The Midnight[14]
- Midoca[170]
- Brandon Mignacca[171]
- Miyoki[37]
- Mizar B[4]
- Modestep[172]
- More Plastic[173]
- Icarus Moth[174]
- Mr FijiWiji[175]
- Morten[149]
- Muzz (anteriormente Muzzy)[176]
- Mylk[177]
- Myrne[178]

## N
- Danyka Nadeau[179]
- Naden[4]
- Shingo Nakamura[1]
- Nanobii[180]
- Nervo[181]
- Nevve[182]
- Nghtmre[183]
- Robert Nickson (como RNX)[184]
- The Night[185]
- Nitro Fun[186]
- Nitti Gritti[187]
- Noisestorm[188]
- No Mana[189]
- Notaker[133]
- Nurko[190]
- Nytrix[191]

## O
- Oblvyn[192]
- Ocula[193]
- OddKidOut[194]
- Justin Oh[195]
- Ookay[196]
- Ovsky[197]
- Öwnboss[198]

## P
- Papa Khan[199]
- Park Avenue[127]
- Pegboard Nerds[181]
- Pixel Terror[200]
- Pixl[201]
- Proff[202]
- Project 46[203]
- Protostar[204]
- Punctual[205]
- Puppet[99]
- Pylot[206]

## Q
- Q'Aila[98]
- Quiet Disorder[207]

## R
- R7cky[208]
- Rameses B[86]
- Rated R[209]
- Razihel[210]
- Reach[211]
- Reaper[212]
- Referna[4]
- Haley Reinhart[213]
- Bella Renee[21]
- Rezonate[203]
- Ricci[214]
- Aaron Richards[215]
- Claire Ridgely[216]
- Riot[217]
- Rival[218]
- Mike Robert[141]
- Rogue[219]
- Rome in Silver[220]
- Tony Romera[221]
- Rootkit[222]
- Leela Rosa[164]
- Claes Rosen[14]
- Royal & the Serpent[223]
- Meron Ryan[224]
- Ryyzn[225]

## S
- Sabai[216]
- Said the Sky[226]
- Saint Punk[227]
- San Holo[228]
- Savage[229]
- Savoi[230]
- Savoy[231]
- Saxsquatch[232]
- Schodt[4]
- Selva[198]
- Seven Lions[139]
- Jordan Shaw[205]
- ShockOne[34]
- Dan Sieg[14]
- Silent Child[58]
- Sippy[233]
- Sivz[11]
- Skua[15]
- Skyelle[234]
- Skyler (anteriormente Skyler Madison[105])
- Slander[119]
- Slippy (anteriormente Slips & Slurs)[235]
- Slumberjack[236]
- Slushii[26]
- Smalltown DJs[11]
- Smle[237]
- Snavs[238]
- SNR[80]
- So Sus[11]
- Soltan[209]
- Sophon[239]
- Soulji[162]
- Sound Quelle[15]
- David Spekter[240]
- Katrine Stenbekk[4]
- Stendahl[241]
- Stephen[242]
- Fox Stevenson[196]
- Stonebank[243]
- Philip Strand[218]
- Darren Styles[72]
- Subtact[244]
- Summer Was Fun[245] (também sob o pseudônimo DotEXE)[246]
- Svdden Death[131]

## T
- Rylan Taggart[153]
- Taglo[4]
- Tails[247]
- Teddy Killerz[248]
- Throttle[249]
- Dion Timmer[26]
- Tisoki[250]
- Tokyo Machine[251]
- Topi[252]
- Tristam[253]
- Trivecta[254]
- Trove[25]
- TroyBoi[255]
- Tut Tut Child[256]
- Tynan[3]

## U
- Unlike Pluto[257]
- Dr. Ushūu[258]

## V
- Matt Van[175]
- Varien[37]
- Vastive[131]
- Elle Vee[119]
- Veela[37]
- Veeshy[259]
- Vicetone[213]
- Enviado Vida[4]
- Vin[9]
- Vindata[260]
- Vintage & Morelli[158]
- Ray Volpe[261]

## W
- Stephen Walking[107]
- Warner Case[30]
- Zac Waters[262]
- Weird Genius[263]
- Matt Wertz[264]
- Weston & Teston[265]
- Whales[266]
- Whipped Cream[267]
- Will K[134]
- Wooli[268]
- Wrld[230]
- Wynnwood[15]

## X
- Xilent[269]

## Y
- Yako[270]
- Adam Young[64]
- Yula[271]
- Anna Yvette[272]

## Z
- Manu Zain[273]
- Zensei[274]
- Zero Hero[275]
- Terry Zhong[276]
- Z:N[4]
- Cozi Zuehlsdorff[120]